# 黒木あすか
黒木 あすか（くろき あすか）は、ソプラノ歌手、ラジオパーソナリティ、作曲家である。

## 人物
宮崎県宮崎市出身。宮崎県立宮崎大宮高等学校文科情報科、東京藝術大学音楽学部卒業、王立ウェールズ音楽院大学院修了。
英語検定1級。イタリア人のクォーターである。
プードルを飼っていて、溺愛しており、散歩が趣味である。

## 担当番組
テレビ
- 宮崎ペット倶楽部（宮崎ケーブルテレビ） - レポーター

ラジオ
- モーニング・テラス（宮崎サンシャインエフエム）
- はぁとマーク（宮崎サンシャインエフエム）
- スイッチ音♪TIME（MRTラジオ）
- サタデー・クラシックコレクション（MRTラジオ）
- モーニング・サンシャイン（宮崎サンシャインエフエム）